# Левашова, Алла Александровна
А́лла Алекса́ндровна Левашо́ва — художник-модельер, создатель и организатор промышленной моды в СССР, создатель Специального художественно-конструкторского бюро Министерства лёгкой промышленности,  секретарь Союза Художников РСФСР. 

## Биография
Алла Левашова родилась в Москве 22 марта 1918 года. Мать — Ксения Эрнестовна Левашова-Стюнкель, живописец. Отец —  Александр Николаевич Левашов, статистик. Сёстры: Ирина Купецио-Орлова — архитектор и дизайнер, Ксения Купецио — акварелист, брат — Мстислав Левашов, детский писатель.
Левашова дважды была замужем. Первый муж – инженер Метрополитена Константин Николаевича Осколков. Второй муж – актёр и режиссёр Лев Яковлевич Елагин. Дети — переводчик и преподаватель Татьяна Осколкова, инженер Алексей Левашов.
В 1941 году Левашова окончила Московский Текстильный Институт, где была инициатором создания отделения художников-модельеров. С 1942 по 1948 год она — художник-постановщик в Московской оперно-драматической студии им. Станиславского (впоследствии Московский драматический театр им. Станиславского). В 1949 году Левашова переходит в Общесоюзный дом моделей одежды. Её модели отличала элегантность, простота и знание технологий. Её работы печатались в журналах, демонстрировались на выставках. Однако модельер испытывала неудовлетворённость работой. Деятельность Дома моделей ограничивалась созданием эксклюзивных коллекций, которые не тиражировались и не продавались. Связи с производством не было. А неповоротливая лёгкая промышленность выпускала большими тиражами безликую одежду, на которую не было спроса. Левашова начинает заниматься созданием в стране массовой моды. В десятках статьей и выступлений Алла Александровна доказывала необходимость соединения моды и производства. Она предложила трёхступенчатую систему: создание уникальных моделей, затем выпуск малых серий и, наконец, массовая продукция.

## Специальное художественно-конструкторское бюро Министерства лёгкой промышленности РСФСР
В 1962 году Левашова добилась создания Специального художественно-конструкторского бюро Министерства лёгкой промышленности (СХКБ) и стала его директором и художественным руководителем. Решающую роль Левашова отводила модельерам-дизайнерам, способным работать в промышленности. Планирование коллекций строилось на основе реальной продукции текстильных фабрик, предприятий по производству трикотажа, фурнитуры и т.д. СХКБ стало первым в стране предприятием, где была применена трёхступенчатая система выпуска модных изделий. Также в СХКБ впервые в СССР получил воплощение метод одной основы — создание серии моделей-вариантов на базе одного лекала. Обновление коллекций происходит за счёт тканей и декора без введения принципиально нового кроя. Метод позволяет легко перестраивать производство и увеличивать выбор модных товаров.

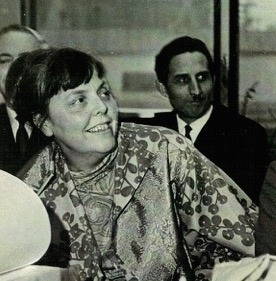
Алла Левашова в СХКБ, 1968 год

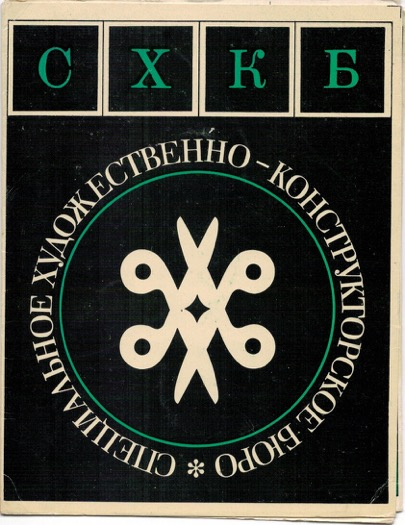
Логотип СХКБ авторства Александра Шумилина

СХКБ сотрудничало с модным домом Christian Dior. Левашова встречалась в Париже с Ивом Сен-Лораном, в результате чего дизайнеры СХКБ получали лекала модного дома Dior.
СХКБ были переданы две московские фабрики, на которых было налажено производство модной одежды малыми сериями, оперативно поступавшими в продажу.
Многие типы одежды были впервые освоены отечественной промышленностью. Например, вечерние платья и женские брюки до Левашовой шились только на заказ. Особой популярностью пользовались утеплённые стёганые пальто из ткани болонья с вышивкой тамбурным швом. Левашова также разработала проекты рабочей одежды и медицинской формы.
Следующим этапом в создании модной фирмы был магазин, торгующий её изделиями и позволяющий изучать спрос. Но тяжёлая болезнь не дала Алле Александровне дождаться его открытия.

Особое место в деятельности СХКБ занимает созданный Левашовой графический отдел, разработавший многие вошедшие в историю советского дизайна фирменные знаки и стили, в том числе фирменный стиль СХКБ. К руководству отделом Левашова привлекла выдающегося художника второго русского авангарда Михаила Шварцмана. 

Серийные пальто, созданные по разработанному СХКБ методу одной основы
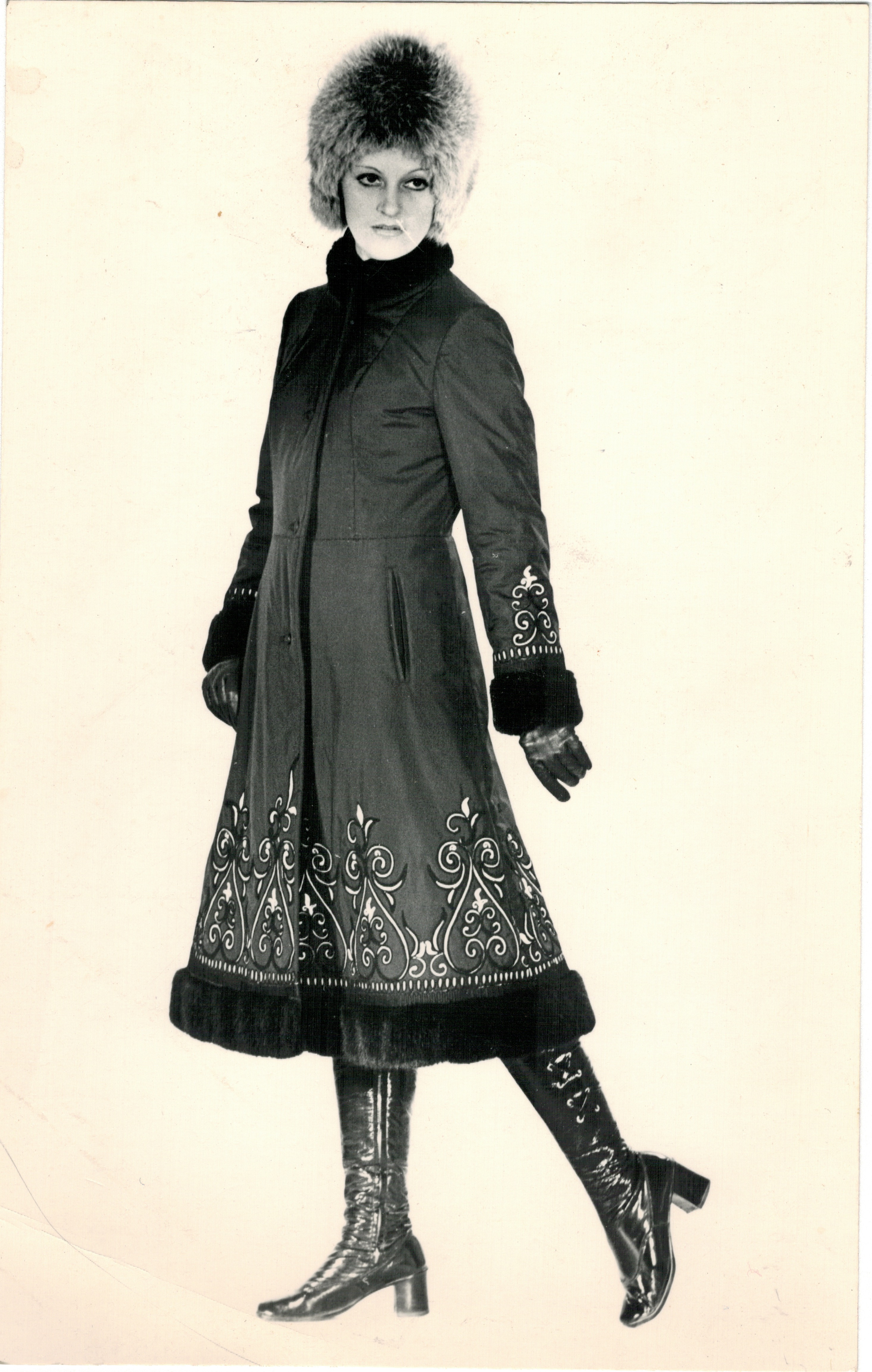
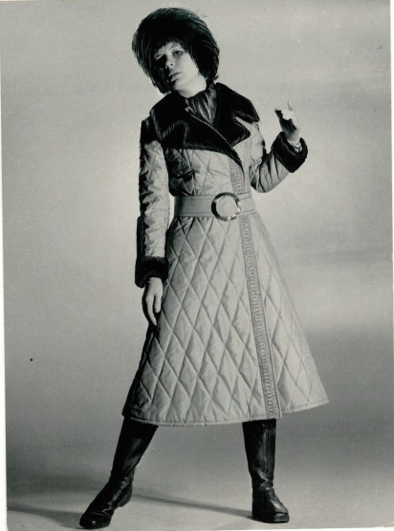
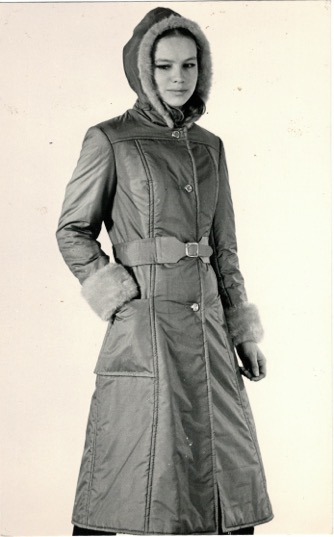
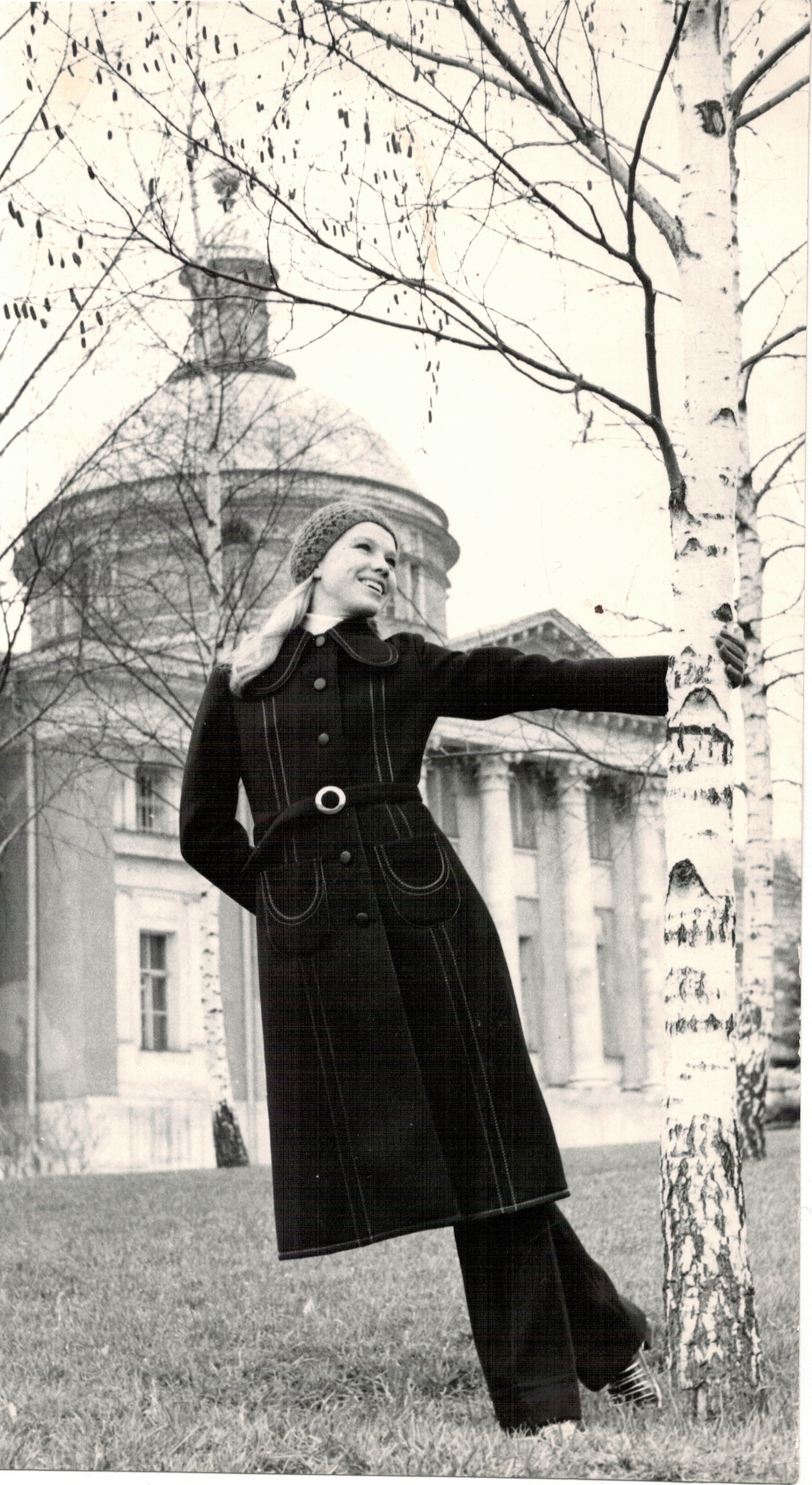
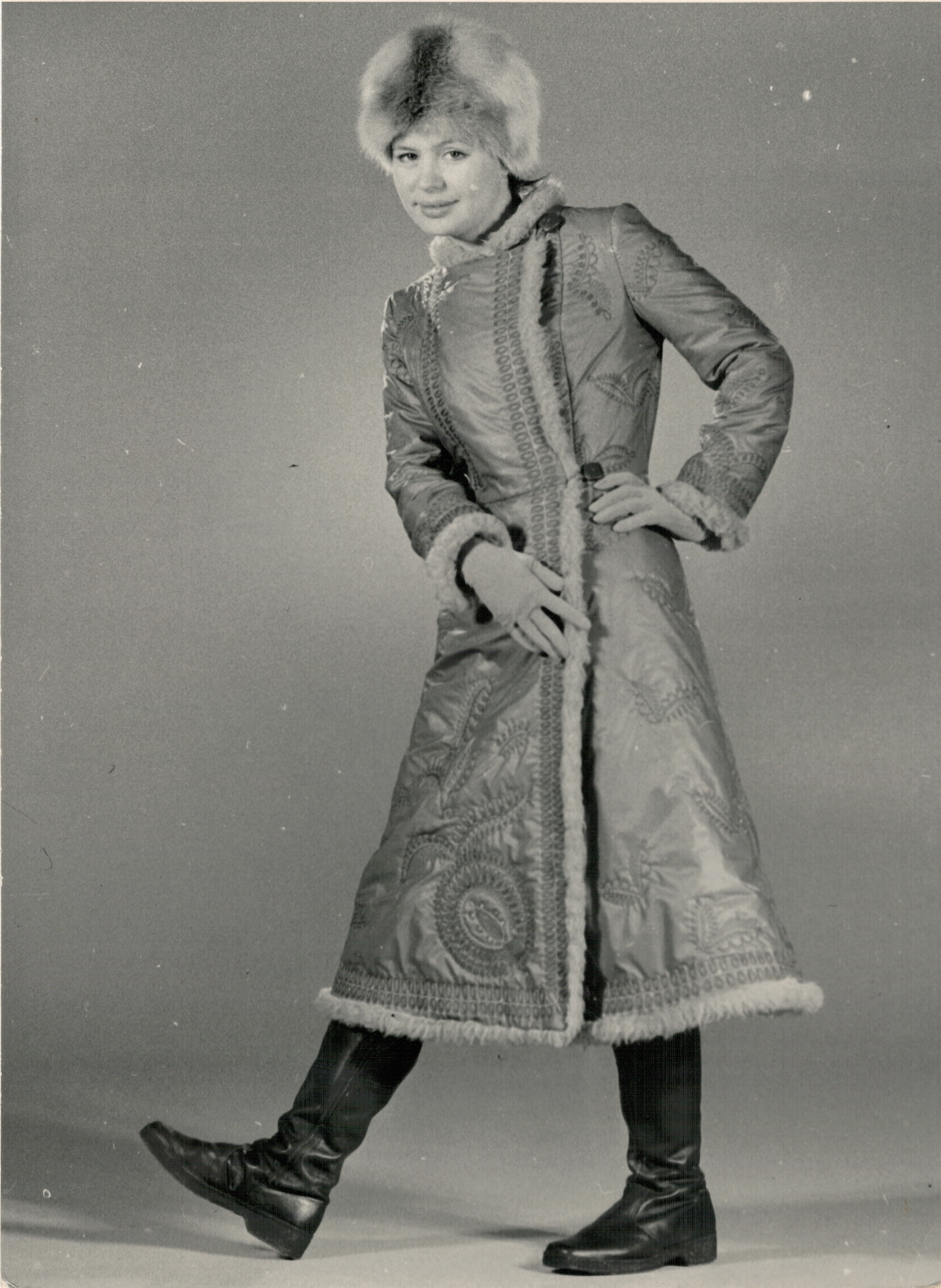
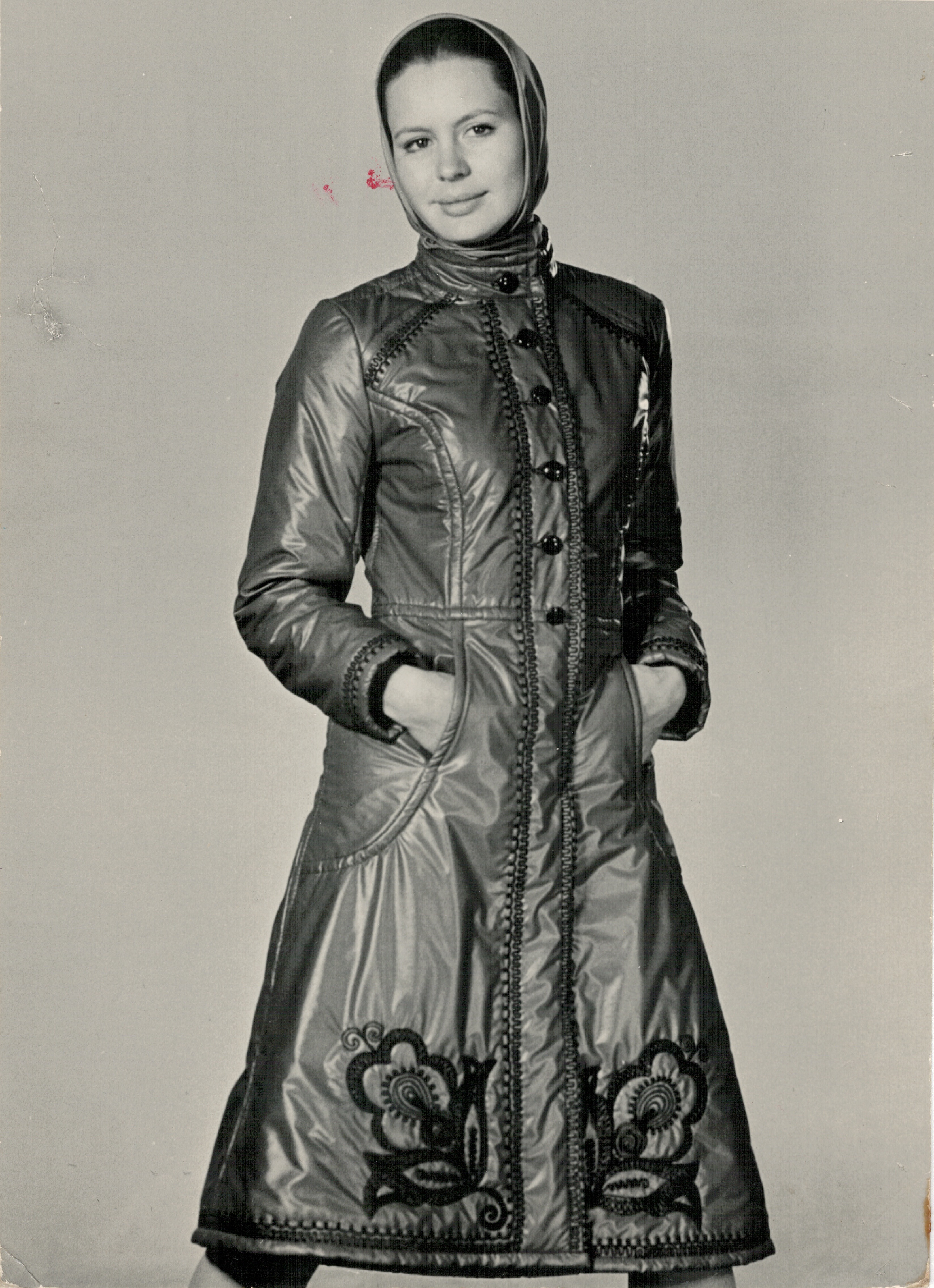

Ветровки с авторскими принтами
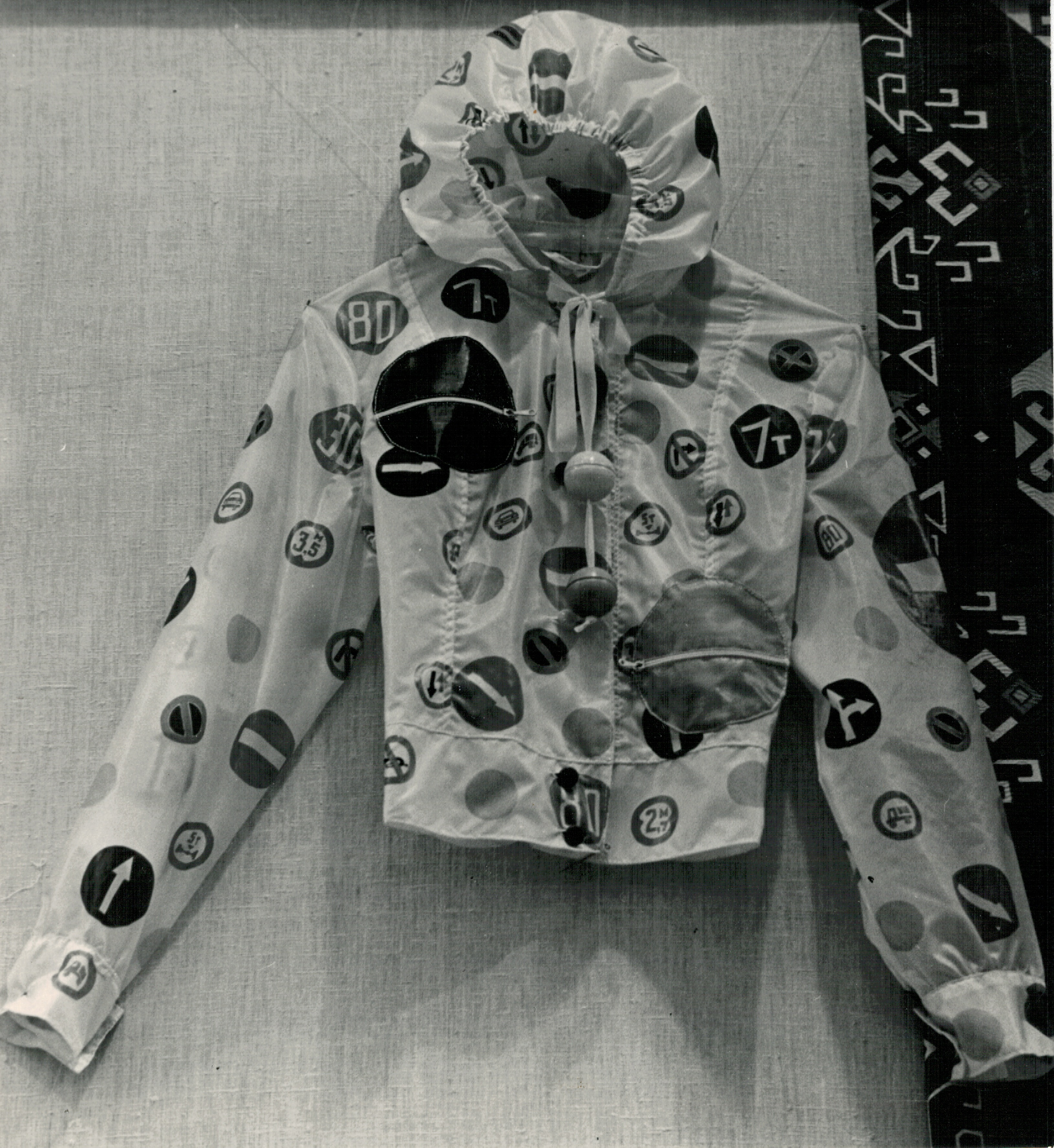
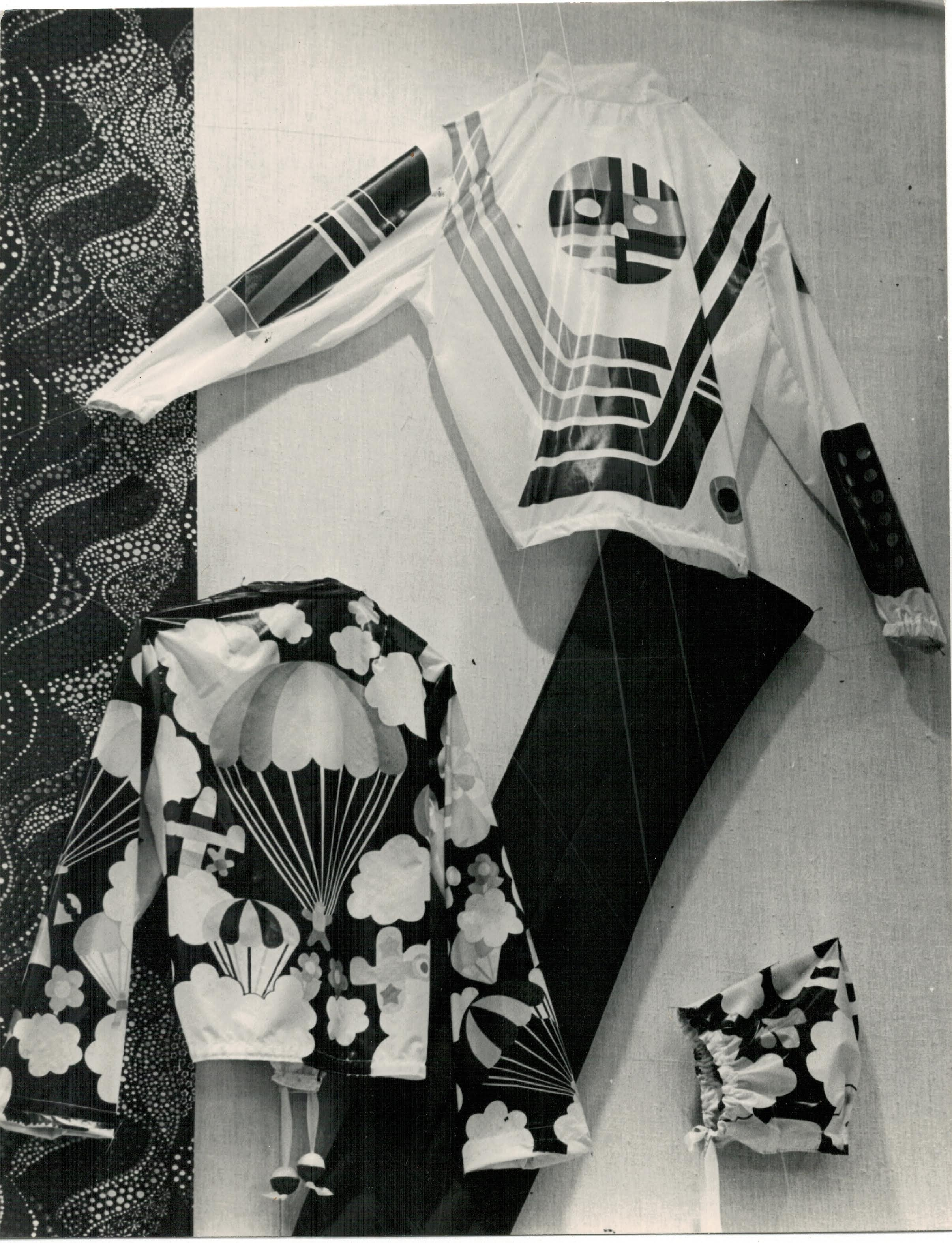
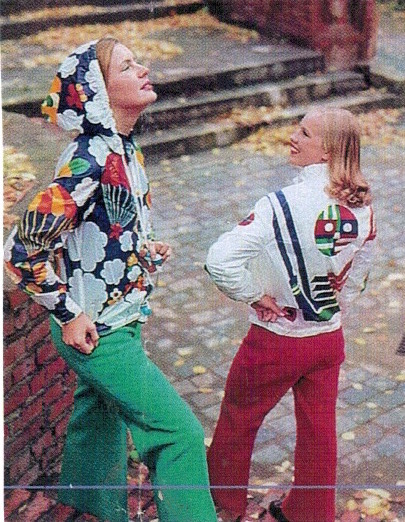

Соединение моды и традиций: применение вологодского кружева в современной одежде
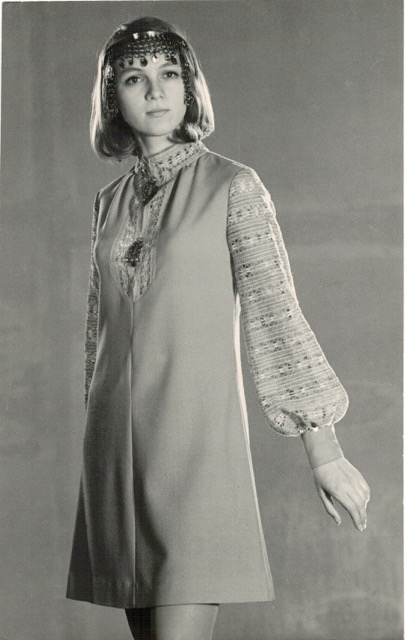
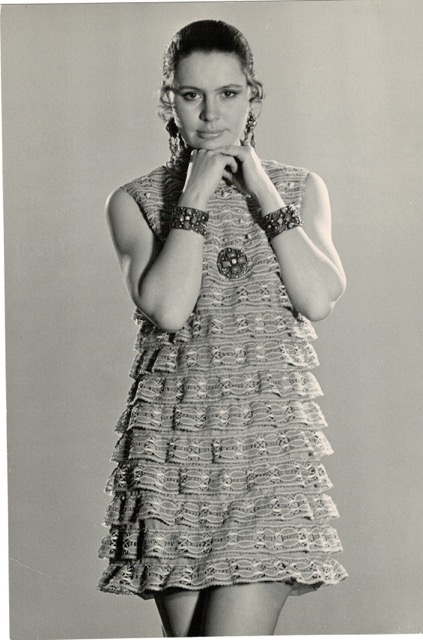
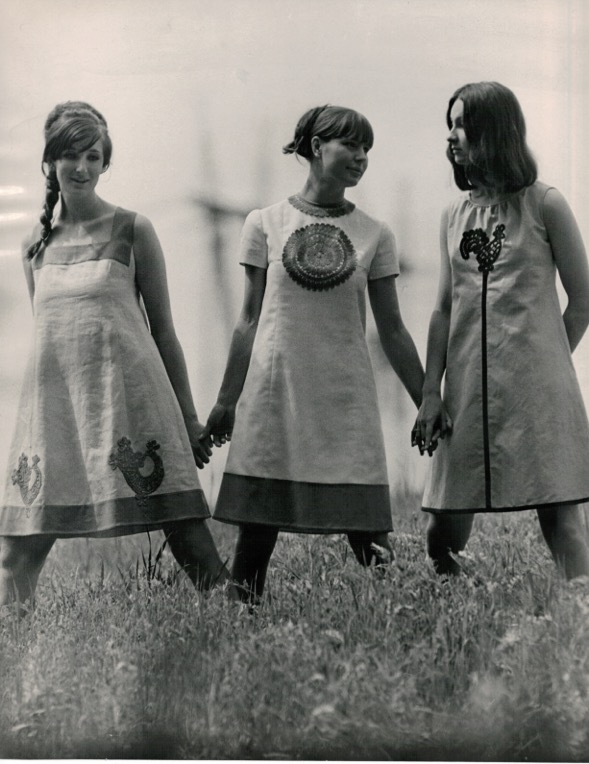
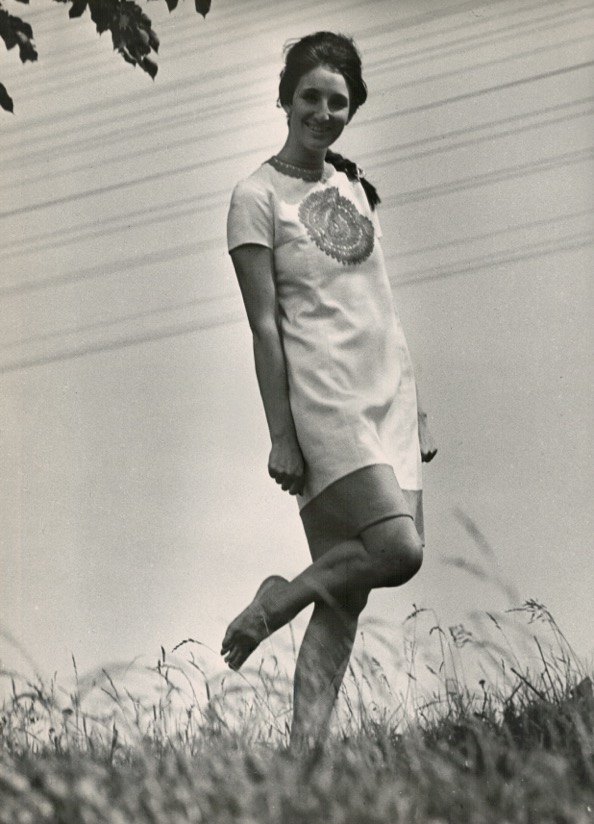